# Акмеизам
Акмеизам (према грч. ἀκμή — врх, процват, снага; „адамизам” — према библијском Адаму; „кларизам” према лат. clarus — јасан), књижевни покрет у руској књижевности. Представници покрета: Н. С. Гумиљов, С. М. Городецки, А. А. Ахматова, О. Е. Мандељштам, М. А. Кузмин и др. груписали су се у кругу Пјесничког цеха (Цех поэтов) и око часописа Аполлон (Аполон; 1909 — 1917). Супротно симболизму сматрали су стварним само материјални свијет. Усмјерили су се на предметност и јасноћу пјесничког језика, порицали прекомјерну метафорику и симболику. Прогласили су „повратак” пјесништва тачном значењу ријечи, заступајући уједно наглашено артистичко становиште.
Свијет емоција лирског субјекта настојали су обликовати истицањем појединих спољашњих геста, као у случају пјесништва Ахматове. Акмеизам је по својим намјерама близак западноевропском неокласицизму, али сам није створио складну стилску групу. У развитку пјесништва најзначајнијих представника — Мандељштана и Ахматове — видљиво је напуштање програмских начела акмеизма.